# Natalja Leonidowna Ignatowa
Natalja Leonidowna Ignatowa (russisch Наталья Леонидовна Игнатова, engl. Transkription Natalya Ignatova; * 28. Dezember 1973 in der Oblast Kostroma) ist eine ehemalige russische Sprinterin.
Bei den Weltmeisterschaften 1997 in Athen und den Europameisterschaften 1998 in Budapest schied sie über 100 Meter im Vorlauf aus; 1999 erreichte sie bei den Weltmeisterschaften 1999 in Sevilla diese Distanz das Viertelfinale. Auch bei den Olympischen Spielen 2000 in Sydney und bei den Weltmeisterschaften 2001 in Edmonton kam sie im Einzelbewerb ins Viertelfinale, während sie mit dem russischen Team in der 4-mal-100-Meter-Staffel den fünften bzw. den siebten Platz belegte.
Bei den Europameisterschaften 2002 in München schied sie über 100 Meter in der ersten Runde aus und gewann mit der russischen 4-mal-100-Meter-Stafette die Bronzemedaille.
2000 wurde sie russische Meisterin über 60 Meter in der Halle und über 100 Meter im Freien.

## Persönliche Bestzeiten
- 50 m: 6,23 s, 7. Januar 2001, Jekaterinburg
- 60 m (Halle): 7,08 s, 16. Januar 2001, Moskau
- 100 m: 11,12 s, 23. Juli 2000, Tula